# Staatliches Sacharia-Paliaschwili-Theater für Oper und Ballett

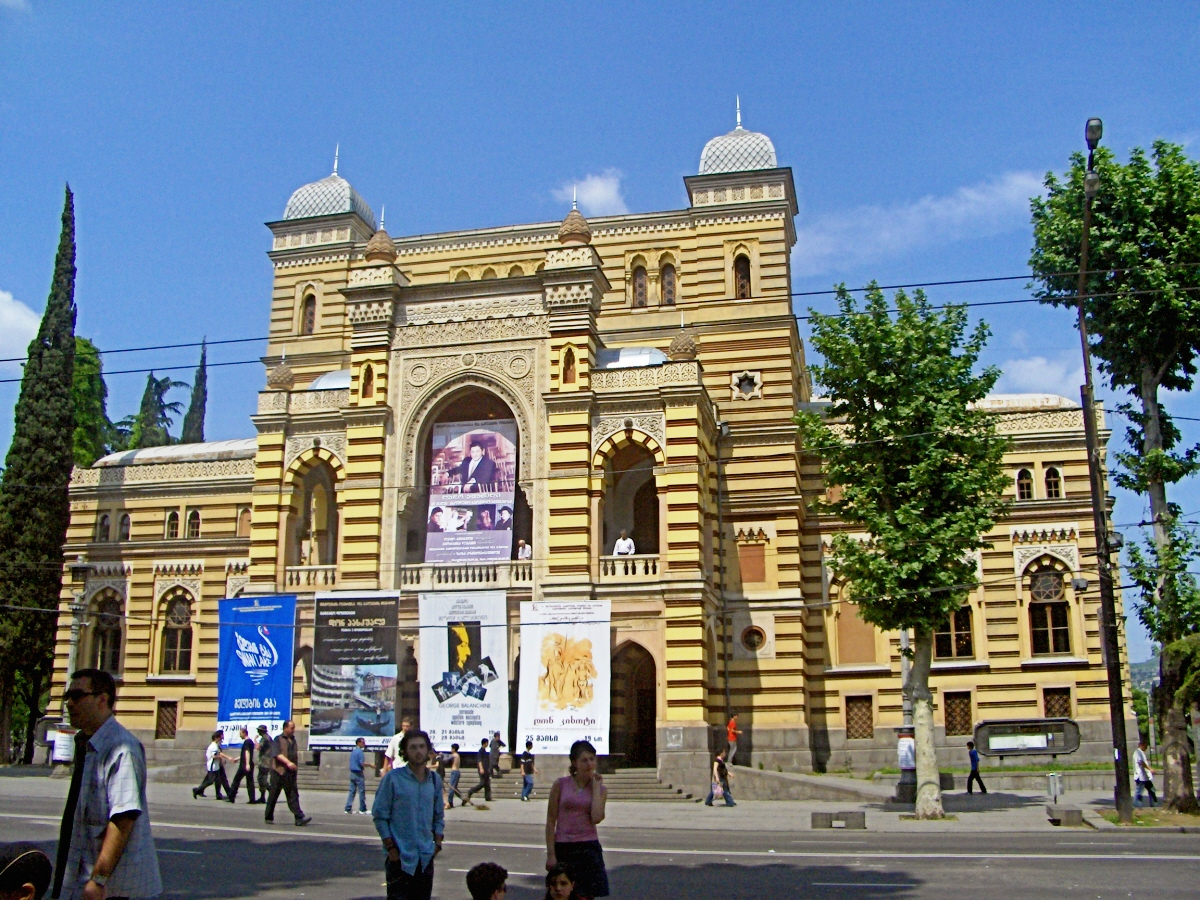
Das Opernhaus vor der Sanierung (2005)

Das Staatliche Sacharia-Paliaschwili-Theater für Oper und Ballett (georgisch ზაქარია ფალიაშვილის სახელობის თბილისის ოპერისა და ბალეტის პროფესიული სახელმწიფო თეატრი) ist ein 1851 gegründetes Opernhaus in der Rustawelis Gamsiri in Tiflis. Seit 1896 residiert das Theater in einem Gebäude mit orientalisierender Architektur, das von Viktor Schröter erbaut wurde. Das Opernhaus ist eines der kulturellen Zentren der Stadt und war einst Wirkungsort des georgischen Nationalkomponisten Sakaria Paliaschwili, nach dem das Haus seit 1937 benannt ist. Das Theater ist auch Sitz des Staatsballetts des Landes. Auch Nationalfeierlichkeiten und die Amtseinführung des georgischen Präsidenten werden hier zelebriert. 

## Geschichte

### Die Gründung
Die Gründung der Kaiserlichen Oper Tiflis ist eng verknüpft mit der russischen Annexion Georgiens im Jahr 1801. In der ersten Hälfte des 19. Jahrhunderts blieb die Region ein kaum integrierter Bestandteil des Zarenreiches. Im Jahr 1832 planten georgische Adlige ein Komplott gegen die russischen Behörden, der jedoch aufgedeckt wurde und mit Haftstrafen und Repressionen für die Bevölkerung beantwortet wurde. Um zu einer Abkühlung der aufgeheizten Stimmung beizutragen, gründete der neue Vizekönig des Kaukasus, Michail Semjonowitsch Woronzow, einige kulturelle Institutionen, darunter auch die Oper der Stadt. Erklärtes Ziel des neuen Opernhauses sollte ein Beitrag zum öffentlichen Wohl sein. Doch ein wichtiges politisches Ziel war die Integration der georgischen Aristokratie in das soziale Leben des Zarenreiches, um antirussische Ressentiments zu verhindern und die Georgier für „die russische Sache“ zu gewinnen.

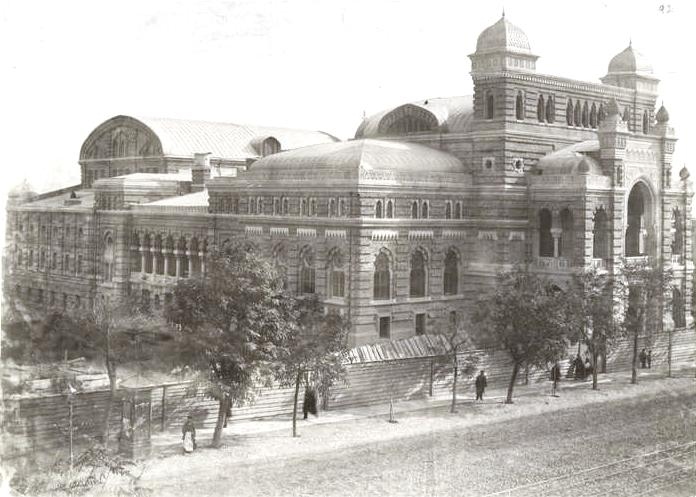
Das Theater im späten 19. Jahrhundert

Um den Georgiern entgegenzukommen, unterstütze Woronzow auch georgischsprachige Theateraufführungen. Grund dafür war auch der Kaukasuskrieg. Nicht wenige Russen sahen Georgien als letztes Bollwerk zur Verteidigung der Südgrenze des Reiches. Doch Woronzows Bemühungen wurden auch kritisch gesehen und viele Russen waren wenig angetan von den nicht-russischen Beiträgen in der kulturellen Entwicklung der Stadt.
Auf Woronzows Vorschlag hin wurde das ursprüngliche Theater an der Prachtstraße Rustawelis Gamsiri erbaut. Das Baugrundstück schenkte das Gouvernement Tiflis dem Theater.
Die Gründung des Theaters erfolgte am 15. April 1847. Der italienische Architekt Giovanni Scudieri, der aus Odessa nach Tiflis gekommen war, sollte das Projekt beaufsichtigen. 1851 war der Bau fertiggestellt. Das Innere des Theaters wurde von einem Pariser Innenarchitekten mit Samt, Gold- und Silberdekor sowie teuren Seidenstoffen ausgestattet. Ein Kronleuchter mit einem Gewicht von 1218 kg sorgte für eine prachtvolle Beleuchtung. Der russische Maler Gregori Gagarin war für die Ausmalung des Hauses zuständig. Erster Direktor wurde Wladimir Sollogub.

### Eröffnung

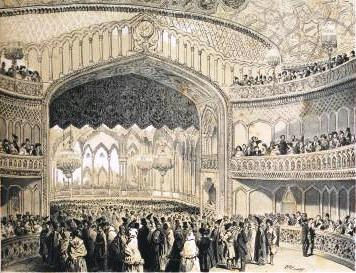
Eröffnung am 12. April 1851

Am 12. April 1851 wurde das Theater in Anwesenheit der High Society der Stadt feierlich eröffnet. Da die Bühne noch nicht fertig gestellt war, organisierte man einen Maskenball, der Spenden für das St.-Nino-Mädchenschule sammeln sollte.
Im Oktober 1851 druckte die französische Zeitung L’Illustration einen Artikel von Edmond de Bares mit zwei Bildern vom Inneren des Theaters. Der Autor schwärmte, es sei „das einzige Theater der Stadt, dessen Inneres komplett im orientalisierenden Stil gehalten ist und es ist zweifellos eines der elegantesten, schönsten und faszinierendsten Theaterbauten, die je von einem Menschen erschaffen wurden.“
Im Frühjahr 1851 lud der Direktor eine italienische Operntruppe ein, die gerade unter Leitung von Francisco Asenjo Barbieri durch das Zarenreich tourte. Die Italiener reisten aus Nowotscherkassk an, wurden jedoch auf der Reise durch den Kaukasus krank. Als sie in Stawropol ankamen, waren sie so müde und ungeduldig geworden, dass sie sich weigerten, weiter nach Tiflis zu reisen. Nur mit Mühe konnte man die Gruppe überreden, weiter zu fahren. Schließlich trafen sie über die Georgische Heerstraße am 9. Oktober 1851 in Tiflis ein.
Einen Monat später eröffnete das Theater seine erste Saison mit Lucia di Lammermoor von Gaetano Donizetti.

### Brand und Sanierung

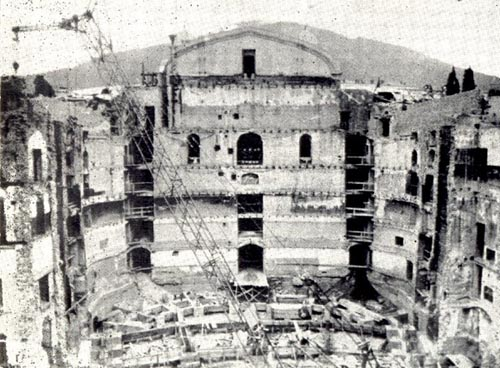
Zustand des Theaters nach dem Brand von 1874

Am 11. Oktober 1874, brach kurz vor der Aufführung von Vincenzo Bellinis Norma ein Feuer aus. Obwohl die Feuerwache auf der anderen Seite der Straße lag, reagierten die Feuerwehrleute nur schleppend und vergaßen anfangs auch die Leitern. So wurde das Theater komplett zerstört, darunter auch die reiche Musikbibliothek, die Kostüme, Kulissen und Requisiten.
Schnell wurden allerdings Pläne ausgearbeitet, das Theater wieder aufzubauen. Während der Theaterbetrieb an anderen Orten weiterlief, wurde ein Architekturwettbewerb ausgeschrieben, den der deutschstämmige Architekt Viktor Schröter aus Sankt Petersburg gewann. Die Planungen zogen sich allerdings lange hin, da der transkaukasische Generalgouverneur Michael Nikolajewitsch Romanow dem Projekt bis 1880 seinen Segen verweigerte. Auch beim Bau ergaben sich mehrfach Verzögerungen, sodass das Theater erst 1896 neu eröffnen konnte.

### Im 20. Jahrhundert
1937 wurde das Theater nach Sakaria Paliaschwili benannt, der zu den bedeutendsten georgischen Komponisten gehört. Im späten 20. Jahrhundert war mit dem Ende der Sowjetunion und dem Aufbau des neuen Staates Georgien wenig Geld für die kulturellen Institutionen des Landes übrig. 1991 diente das Haus paramilitärischen Milizen als Unterschlupf und wurde beschädigt. Die neuen Regierungen kümmerten sich kaum um den Etat des Theaters, das in der Folge unter Sparmaßnahmen litt. Erst in den 2000er Jahren besserte sich die Situation.
Von 2010 bis Januar 2016 wurde das Opernhaus für rund 40 Millionen US-Dollar umfangreich saniert.